# John L. Pierce
John Leonard Pierce (25. dubna 1895 – 12. února 1959) byl důstojník Armády Spojených států v hodnosti brigádního generála, který velel 16. obrněné divizi za druhé světové války. Podílel se tak na osvobození západních a jihozápadních Čech.

## Mládí
John Leonard Pierce se narodil 25. dubna roku 1895 ve městě Dallas v Texasu jako syn vlivného právníka, Franka Cushmana Pierce a jeho ženy Isabelly. Pierce absolvoval Západotexaskou vojenskou akademii v San Antoniu a následně ještě státní univerzitu Texas A&M.
Se vstupem Spojených států do první světové války se mladý Pierce rozhodl narukovat do armády v červnu roku 1917 a po absolvování základního výcviku byl následně odvelen do Francie. Avšak válka se v tu dobu již chýlila ke konci, takže Pierce do bojů moc nezasáhl. Po podepsání příměří mezi vítěznými mocnostmi a Německem zůstal Pierce v Německu a sloužil v rámci 8. pěší divize jako součást okupačních vojsk v Koblenci.
Po návratu domů, do Spojených států, se Pierce rozhodl zůstat v armádě a začal se zajímat o motorizované jednotky a rozvoj obrněných jednotek.

## Druhá světová válka
Na počátku druhé světové války sloužil Pierce jako zástupce náčelníka štábu 3. obrněné divize pod velením generálmajora Alvana C. Gillema, Jr.. O rok později byl však Pierce přeložen ke II. obrněnému sboru (později přeměněn na XVIII. výsadkový sbor), kde byl jmenován do funkce náčelníka štábu.
V červnu roku 1943 byl Pierce povýšen do hodnosti brigádního generála a byl jmenován náčelníkem štábu u Velitelství pro obrněné jednotky. Zde setrval do září roku 1944, kdy byl převelen na základnu Camp Chaffee v Arkansasu, kde převzal velení 16. obrněné divize po generálmajorovi Douglasssi T. Greenovi.
S postupným vrcholením druhé světové války bylo rozhodnuto, že 16. obrněná divize bude využita na bojišti v Evropě, kam byla také v únoru roku 1945 odvelena. Generál Pierce tak velel divizi během menších bojů v Německu a následně při osvobozování západních a jihozápadních Čech, včetně osvobození Plzně.
Za svoji příkladnou službu byl vyznamenán Spojenými státy dvakrát Legií za zásluhy a Řádem Bílého lva a Československým válečným křížem za zásluhy při osvobozování Československé republiky.

## Život po válce
Na podzim roku 1945 byla 16. obrněná divize odvelena zpět do Spojených států, kde byla následně rozpuštěna. Generál Pierce byl poté jmenován předsedou přezkumné propouštěcí komise. S následnou redukcí armády byl Pierce během roku 1946 rovněž penzionován.
Brigádní generál John L. Pierce zemřel 12. února, 1959 ve svém domě v San Antoniu ve věku 63 let. Pochován je na hřbitově ve Fort Sam Houston společně se svojí ženou, Kate Bodine Piercovou (1895–1988).

## Vojenská vyznamenání
Zde je seznam vyznamenání, které brigádní generál Pierce obdržel během své dlouhé služby v ozbrojených silách Spojených států amerických:
- Legion of Merit s dubovou ratolestí
- Medaile za vítězství v první světové válce
- Medaile za okupaci Německa v letech 1918-1923
- Medaile za službu v amerických obranných silách
- Medaile za americké tažení
- Medaile za evropsko-africko-středovýchodní tažení
- Medaile za vítězství v druhé světové válce
- Řád Bílého lva
- Československý válečný kříž 1939